# Thernellska huset

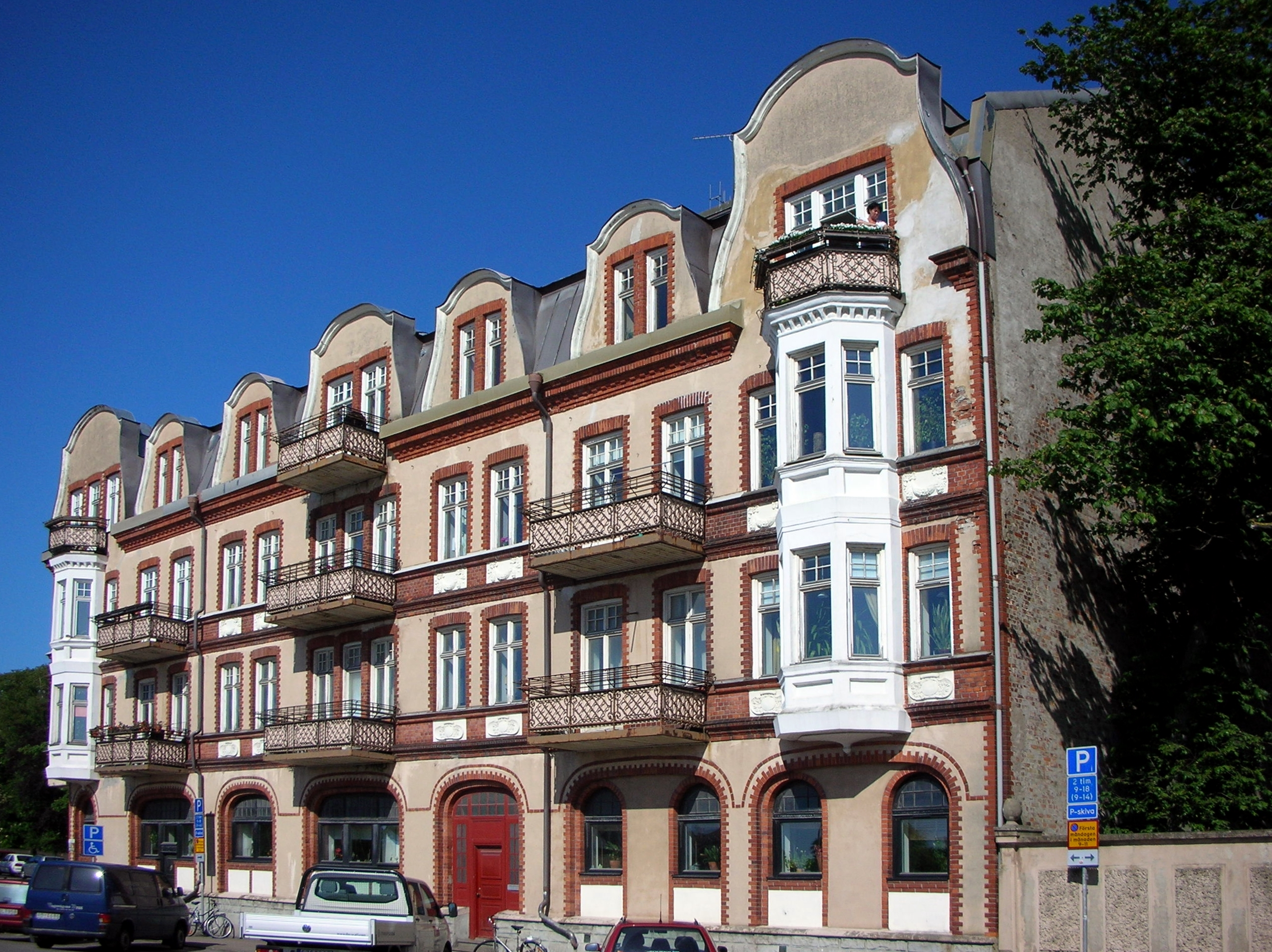
Thernellska huset

Thernellska huset är en fyravånings byggnad med gårdshus i Varberg, uppförd 1906-1907 i så kallad Jugendstil, av byggmästaren E J Thernell i Malmö, efter ritningar av byggnadsingenjören Gottfrid Ljunggren, som var verksam i staden  1903-1914 . 
Fastigheten är belägen i hörnet av Magasinsgatan/Kungsgatan, den senare Varbergs genomfartsled till mitten av 1940-talet. Adresser till huset är Kungsgatan 1 och Magasinsgatan 6.
Det stora hörnhuset i kvarteret Pipebruket - i korsningen av Magasinsgatan/Västra Vallgatan - och de så kallade tvillinghusen vid Eskilsgatan/Kungsgatan gav tillsammans med Thernellska huset en imponerande bild av Varberg för tillresande, som lämnade järnvägsstationen vid Västra Vallgatan. 
Eskilsgatan, parallell med Magasinsgatan, och med början mitt för stationen, var ämnad som paradgata, men tanken övergavs tidigt. En eventuell förlängning av den stoppades slutligt av en tvärgående genomfartsled, invigd i augusti 1958.